# فرخنده نوک‌مخروطی
فرخنده نوک‌مخروطی (نام علمی: Conothraupis mesoleuca)، گونه‌ای از پرندگان از تیرهٔ فرخندگان (Thraupidae) و بومی برزیل است.